# Llista de monuments de Sant Joan de les Abadesses
Llista de monuments de Sant Joan de les Abadesses inclosos en l'Inventari del Patrimoni Arquitectònic Català pel municipi de Sant Joan de les Abadesses (Ripollès). Inclou els inscrits en el Registre de Béns Culturals d'Interès Nacional (BCIN) amb la classificació de monuments històrics, els béns culturals d'interès local (BCIL) de caràcter immoble i la resta de béns arquitectònics integrants del patrimoni cultural català.
| Monument                                                        | Protecció    | Estil/època                                         | Localització | Coordenades                                              | Codi?         | Imatge |
| --------------------------------------------------------------- | ------------ | --------------------------------------------------- | --- | -------------------------------------------------------- | ------------- | --- |
| Monestir de Sant Joan de les Abadesses                          | BCIN 196-MH  | Romànic, gòtic, barroc, historicisme XII, XV, XVIII | Sant Joan de les Abadesses Pl. de l'Abat Oliba                                                                                 | 42° 13′ 58″ N, 2° 17′ 11″ E / 42.23265°N,2.286336°E      | RI-51-0000565 | Monestir de Sant Joan de les Abadesses · Vegeu més fotos d'aquest monument · Carregueu una nova foto d'aquest monument                                  |
| Església de Sant Pol, de Sant Joan i Sant Pau, de Sant Joanipol | BCIN 199-MH  | Romànic, barroc XII, XVIII                          | Sant Joan de les Abadesses Pl. Clavé                                                                                           | 42° 14′ 03″ N, 2° 17′ 10″ E / 42.2340778°N,2.2861194°E   | RI-51-0001659 | Església de Sant Pol (Sant Joan de les Abadesses) · Vegeu més fotos d'aquest monument · Carregueu una nova foto d'aquest monument                       |
| Palau Abacial                                                   | BCIN 390-MH  | Gòtic XIV-XV                                        | Sant Joan de les Abadesses Pl. de l'Abadia                                                                                     | 42° 13′ 57″ N, 2° 17′ 08″ E / 42.23242°N,2.28565°E       | IPA-452       | Palau Abacial (Sant Joan de les Abadesses) · Vegeu més fotos d'aquest monument · Carregueu una nova foto d'aquest monument                              |
| Torre Rodona                                                    | BCIN 1476-MH | Obra popular XIII, XV, XX                           | Sant Joan de les Abadesses Pl. de l'Abadia                                                                                     | 42° 13′ 57″ N, 2° 17′ 13″ E / 42.2324°N,2.2868889°E      | RI-51-0006081 | Torre Rodona (Sant Joan de les Abadesses) · Vegeu més fotos d'aquest monument · Carregueu una nova foto d'aquest monument                               |
| Torre atalaia i capella de Sant Antoni de Pàdua                 | BCIN 1477-MH | Obra popular XVII, XVIII                            | Sant Joan de les Abadesses | 42° 13′ 41″ N, 2° 17′ 44″ E / 42.2280444°N,2.2954861°E   | RI-51-0006082 | Torre atalaia i capella de Sant Antoni (Sant Joan de les Abadesses) · Vegeu més fotos d'aquest monument · Carregueu una nova foto d'aquest monument     |
| La Torre                                                        | BCIN 1478-MH | Obra popular XVI                                    | Sant Joan de les Abadesses | 42° 13′ 55″ N, 2° 16′ 46″ E / 42.2319°N,2.2794611°E      | RI-51-0006083 | La Torre (Sant Joan de les Abadesses) · Vegeu més fotos d'aquest monument · Carregueu una nova foto d'aquest monument                                   |
| Can Perella                                                     | BCIL 2010    | Obra popular XVI-XVIII                              | Sant Joan de les Abadesses | 42° 15′ 23″ N, 2° 19′ 59″ E / 42.25648°N,2.33304°E       | IPA-4257      | Carregueu una nova foto d'aquest monument |
| Mas els Plans                                                   |              | Obra popular XVI-XVIII                              | Sant Joan de les Abadesses | 42° 15′ 09″ N, 2° 20′ 20″ E / 42.25259°N,2.33891°E       | IPA-4258      | Mas els Plans (Sant Joan de les Abadesses) · Vegeu més fotos d'aquest monument · Carregueu una nova foto d'aquest monument                              |
| Mas la Folcrà                                                   | BCIL 2010    | Obra popular XVI-XVII, XVIII, XX                    | Sant Joan de les Abadesses | 42° 15′ 22″ N, 2° 20′ 43″ E / 42.25621°N,2.34525°E       | IPA-4259      | Carregueu una nova foto d'aquest monument |
| Can Blanxart                                                    | BCIL 2010    | Barroc, obra popular XVI                            | Sant Joan de les Abadesses Pl. Major                                                                                           | 42° 13′ 58″ N, 2° 17′ 06″ E / 42.232840°N,2.284964°E     | IPA-4260      | Can Blanxart (Sant Joan de les Abadesses) · Vegeu més fotos d'aquest monument · Carregueu una nova foto d'aquest monument                               |
| Muralla de Sant Joan de les Abadesses, recinte fortificat       | BCIL 2010    | Obra popular XIII-XIV                               | Sant Joan de les Abadesses C. de la Torre Saltant i Comte Guifré, 2                                                            | 42° 13′ 58″ N, 2° 17′ 01″ E / 42.232855°N,2.283673°E     | IPA-4261      | Muralla de Sant Joan de les Abadesses · Vegeu més fotos d'aquest monument · Carregueu una nova foto d'aquest monument                                   |
| Escorxador                                                      | BCIL 2010    | XX                                                  | Sant Joan de les Abadesses Darrera el poliesportiu                                                                             | 42° 14′ 11″ N, 2° 17′ 19″ E / 42.236331°N,2.288627°E     | IPA-4265      | Carregueu una nova foto d'aquest monument |
| Magatzem Tarré                                                  | BCIL 2010    | Obra popular, monumentalisme academicista XX        | Sant Joan de les Abadesses | 42° 14′ 02″ N, 2° 17′ 19″ E / 42.234003°N,2.288647°E     | IPA-4266      | Magatzem Tarré (Sant Joan de les Abadesses) · Vegeu més fotos d'aquest monument · Carregueu una nova foto d'aquest monument                             |
| El Pagés, Colònia Llaudet                                       |              | Monumentalisme academicista XX                      | Sant Joan de les Abadesses La Colònia Llaudet                                                                                  | 42° 14′ 34″ N, 2° 18′ 28″ E / 42.242752°N,2.307839°E     | IPA-4267      | Carregueu una nova foto d'aquest monument |
| El Grau                                                         | BCIL 2010    | Obra popular XIV, XIX-XX                            | Sant Joan de les Abadesses | 42° 14′ 52″ N, 2° 19′ 20″ E / 42.247797°N,2.322348°E     | IPA-4268      | Carregueu una nova foto d'aquest monument |
| El Covilar                                                      | BCIL 2010    | Obra popular XIII, XVIII-XIX                        | Sant Joan de les Abadesses | 42° 14′ 13″ N, 2° 17′ 52″ E / 42.236928°N,2.297910°E     | IPA-4269      | El Covilar (Sant Joan de les Abadesses) · Vegeu més fotos d'aquest monument · Carregueu una nova foto d'aquest monument                                 |
| Colònia Espona II                                               | BCIL 2010    | Obra popular XX                                     | Sant Joan de les Abadesses Ctra. de Camprodon, 17                                                                              | 42° 14′ 05″ N, 2° 17′ 20″ E / 42.234702°N,2.288857°E     | IPA-4270      | Colònia Espona II (Sant Joan de les Abadesses) · Vegeu més fotos d'aquest monument · Carregueu una nova foto d'aquest monument                          |
| Fàbrica Nova Espona                                             |              | Obra popular XX                                     | Sant Joan de les Abadesses | 42° 14′ 08″ N, 2° 17′ 09″ E / 42.235557°N,2.285830°E     | IPA-4271      | Fàbrica Nova Espona (Sant Joan de les Abadesses) · Vegeu més fotos d'aquest monument · Carregueu una nova foto d'aquest monument                        |
| El Marquès                                                      | BCIL 2010    | Obra popular, barroc XVIII                          | Sant Joan de les Abadesses | 42° 15′ 03″ N, 2° 19′ 46″ E / 42.25077°N,2.32946°E       | IPA-4272      | Carregueu una nova foto d'aquest monument |
| Colònia de Cal Gat                                              |              | Obra popular XX Inici                               | Sant Joan de les Abadesses Ctra. Ripoll - Sant Joan, km 8,4                                                                    | 42° 13′ 31″ N, 2° 15′ 36″ E / 42.225320°N,2.260020°E     | IPA-4273      | Carregueu una nova foto d'aquest monument |
| El Planàs                                                       | BCIL 2010    | Obra popular                                        | Sant Joan de les Abadesses | 42° 13′ 08″ N, 2° 18′ 00″ E / 42.218820°N,2.300013°E     | IPA-4274      | Carregueu una nova foto d'aquest monument |
| Estació de Toralles                                             | BCIL 2010    | Eclecticisme XIX                                    | Sant Joan de les Abadesses Toralles                                                                                            | 42° 15′ 03″ N, 2° 17′ 22″ E / 42.250935°N,2.289505°E     | IPA-4275      | Carregueu una nova foto d'aquest monument |
| Capella de la Mare de Déu de Montserrat                         | BCIL 2010    | Obra popular XVII, XVIII                            | Sant Joan de les Abadesses C. del Mestre Nunó                                                                                  | 42° 13′ 56″ N, 2° 17′ 06″ E / 42.232349°N,2.284909°E     | IPA-4276      | Vegeu més fotos d'aquest monument · Carregueu una nova foto d'aquest monument                                                                           |
| Can Capell                                                      | BCIL 2010    | Obra popular XIX                                    | Sant Joan de les Abadesses C. Jussà                                                                                            | 42° 14′ 01″ N, 2° 17′ 02″ E / 42.233522°N,2.283750°E     | IPA-4277      | Carregueu una nova foto d'aquest monument |
| Casa Tarré                                                      | BCIL 2010    | Modernisme, historicisme XX                         | Sant Joan de les Abadesses C. Ramon d'Urg                                                                                      | 42° 14′ 05″ N, 2° 17′ 16″ E / 42.234807°N,2.287687°E     | IPA-4278      | Carregueu una nova foto d'aquest monument |
| Escola Mestre Andreu, o Escoles Nacionals                       | BCIL 2010    | Noucentisme XX                                      | Sant Joan de les Abadesses C. Mestre Andreu                                                                                    | 42° 14′ 00″ N, 2° 17′ 14″ E / 42.233386°N,2.287290°E     | IPA-4279      | Escola Mestre Andreu (Sant Joan de les Abadesses) · Vegeu més fotos d'aquest monument · Carregueu una nova foto d'aquest monument                       |
| Ca l'Almoiner                                                   |              | Obra popular XX                                     | Sant Joan de les Abadesses Pl. de l'Abadia                                                                                     | 42° 13′ 57″ N, 2° 17′ 11″ E / 42.232364°N,2.286496°E     | IPA-4280      | Carregueu una nova foto d'aquest monument |
| Edifici de Correus, antiga Casa Franc II                        | BCIL 2010    | Racionalisme XX                                     | Sant Joan de les Abadesses C. Mestre Andreu, 7                                                                                 | 42° 14′ 01″ N, 2° 17′ 14″ E / 42.233620°N,2.287245°E     | IPA-4281      | Carregueu una nova foto d'aquest monument |
| Ermita de Santa Magdalena de Perella                            | BCIL 2010    | Romànic, barroc XII, XVII-XVIII                     | Sant Joan de les Abadesses | 42° 15′ 22″ N, 2° 20′ 01″ E / 42.25602°N,2.33373°E       | IPA-4282      | Ermita de Santa Magdalena de Perella (Sant Joan de les Abadesses) · Vegeu més fotos d'aquest monument · Carregueu una nova foto d'aquest monument       |
| Fàbrica Espona                                                  | BCIL 2010    | Eclecticisme XIX                                    | Sant Joan de les Abadesses C. Ral, 3                                                                                           | 42° 14′ 08″ N, 2° 17′ 11″ E / 42.235451°N,2.286280°E     | IPA-4299      | Carregueu una nova foto d'aquest monument |
| Capella de Sant Miquel de la Infermeria                         | BCIL 2010    | Romànic XII, XIV-XV                                 | Sant Joan de les Abadesses C. del Bisbe Soler - c. de Sant Miquel                                                              | 42° 13′ 58″ N, 2° 17′ 07″ E / 42.232645°N,2.285342°E     | IPA-4301      | Capella de Sant Miquel de la Infermeria (Sant Joan de les Abadesses) · Vegeu més fotos d'aquest monument · Carregueu una nova foto d'aquest monument    |
| Fàbrica i habitatges de la Colònia Llaudet                      | BCIL 2010    | Obra popular XIX Final                              | Sant Joan de les Abadesses Ctra. C-26                                                                                          | 42° 14′ 32″ N, 2° 18′ 21″ E / 42.242191°N,2.305827°E     | IPA-4302      | Fàbrica i habitatges de la Colònia Llaudet (Sant Joan de les Abadesses) · Vegeu més fotos d'aquest monument · Carregueu una nova foto d'aquest monument |
| Plaça d'Anselm Clavé i font monumental del Comte Arnau          | BCIL 2010    | Noucentisme XX                                      | Sant Joan de les Abadesses Pl. d'Anselm Clavé                                                                                  | 42° 14′ 03″ N, 2° 17′ 12″ E / 42.234193°N,2.286621°E     | IPA-4303      | Plaça d'Anselm Clavé (Sant Joan de les Abadesses) · Vegeu més fotos d'aquest monument · Carregueu una nova foto d'aquest monument                       |
| El Palmàs                                                       | BCIL 2010    | Obra popular XVII-XVIII                             | Sant Joan de les Abadesses C. de Jaume Nunó, 4-6                                                                               | 42° 13′ 56″ N, 2° 17′ 05″ E / 42.232267°N,2.284716°E     | IPA-4304      | El Palmàs (Sant Joan de les Abadesses) · Vegeu més fotos d'aquest monument · Carregueu una nova foto d'aquest monument                                  |
| Capella del Prat                                                | BCIL 2010    | XV, XVII, XX                                        | Sant Joan de les Abadesses C. Mare de Déu del Prat                                                                             | 42° 14′ 14″ N, 2° 17′ 21″ E / 42.237186°N,2.289284°E     | IPA-4306      | Capella del Prat (Sant Joan de les Abadesses) · Vegeu més fotos d'aquest monument · Carregueu una nova foto d'aquest monument                           |
| Sentigosa                                                       | BCIL 2010    | Obra popular X, XVIII                               | Sant Joan de les Abadesses | 42° 12′ 50″ N, 2° 19′ 45″ E / 42.214000°N,2.329082°E     | IPA-4307      | Carregueu una nova foto d'aquest monument |
| Rectoria, Rectoria Nova                                         | BCIL 2010    | Obra popular XX Mitjan                              | Sant Joan de les Abadesses Pg. Comte Guifré, 8                                                                                 | 42° 13′ 59″ N, 2° 17′ 09″ E / 42.232967°N,2.285847°E     | IPA-4308      | Rectoria (Sant Joan de les Abadesses) · Vegeu més fotos d'aquest monument · Carregueu una nova foto d'aquest monument                                   |
| Edifici de la Caixa de Pensions                                 | BCIL 2010    | Monumentalisme academicista XX Mitjan               | Sant Joan de les Abadesses Pl. Torres i Bages, 1-3                                                                             | 42° 13′ 59″ N, 2° 17′ 12″ E / 42.233008°N,2.286555°E     | IPA-4309      | Edifici de la Caixa de Pensions (Sant Joan de les Abadesses) · Vegeu més fotos d'aquest monument · Carregueu una nova foto d'aquest monument            |
| Escola Abadessa Emma, Escola de les Germanes Carmelites         | BCIL 2010    | Noucentisme XX Mitjan                               | Sant Joan de les Abadesses Pl. de l'Arquitecte Duran i Reynals                                                                 | 42° 13′ 56″ N, 2° 17′ 12″ E / 42.232252°N,2.286685°E     | IPA-4310      | Escola Abadessa Emma (Sant Joan de les Abadesses) · Vegeu més fotos d'aquest monument · Carregueu una nova foto d'aquest monument                       |
| Molí de Malatosca                                               | BCIL 2010    | Obra popular XIV, XVIII                             | Sant Joan de les Abadesses | 42° 14′ 29″ N, 2° 17′ 21″ E / 42.241337°N,2.289213°E     | IPA-4311      | Carregueu una nova foto d'aquest monument |
| Molí Petit                                                      | BCIL 2010    | Obra popular                                        | Sant Joan de les Abadesses | 42° 13′ 53″ N, 2° 17′ 10″ E / 42.231448°N,2.286246°E     | IPA-4312      | Molí Petit (Sant Joan de les Abadesses) · Vegeu més fotos d'aquest monument · Carregueu una nova foto d'aquest monument                                 |
| La Serra del Cadell                                             | BCIL 2010    | Obra popular XIV, XVIII                             | Sant Joan de les Abadesses | 42° 14′ 07″ N, 2° 16′ 14″ E / 42.235349°N,2.270680°E     | IPA-4313      | Carregueu una nova foto d'aquest monument |
| Pont de Parella                                                 | BCIL 2010    | Obra popular XX                                     | Sant Joan de les Abadesses | 42° 15′ 11″ N, 2° 20′ 07″ E / 42.25309°N,2.33528°E       | IPA-4314      | Carregueu una nova foto d'aquest monument |
| Pont de les Mentides                                            |              | Obra popular                                        | Sant Joan de les Abadesses | 42° 14′ 08″ N, 2° 17′ 30″ E / 42.235476°N,2.291784°E     | IPA-4315      | Pont de les Mentides (Sant Joan de les Abadesses) · Vegeu més fotos d'aquest monument · Carregueu una nova foto d'aquest monument                       |
| Pont Vell                                                       | BCIL 2010    | Gòtic, historicisme Medieval, XX                    | Sant Joan de les Abadesses | 42° 14′ 06″ N, 2° 17′ 06″ E / 42.234903°N,2.284986°E     | IPA-4316      | Pont Vell (Sant Joan de les Abadesses) · Vegeu més fotos d'aquest monument · Carregueu una nova foto d'aquest monument                                  |
| Pont Nou de Sant Joan de les Abadesses                          |              | Obra popular XX                                     | Sant Joan de les Abadesses | 42° 14′ 04″ N, 2° 17′ 03″ E / 42.234529°N,2.284208°E     | IPA-4317      | Pont Nou de Sant Joan de les Abadesses · Vegeu més fotos d'aquest monument · Carregueu una nova foto d'aquest monument                                  |
| Pont d'Oganes                                                   |              | Obra popular                                        | Sant Joan de les Abadesses | 42° 14′ 08″ N, 2° 16′ 58″ E / 42.235664°N,2.282814°E     | IPA-4318      | Pont d'Oganes (Sant Joan de les Abadesses) · Vegeu més fotos d'aquest monument · Carregueu una nova foto d'aquest monument                              |
| Pont de la Plana                                                | BCIL 2010    | Obra popular XX                                     | Sant Joan de les Abadesses | 42° 13′ 55″ N, 2° 17′ 05″ E / 42.231839°N,2.284760°E     | IPA-4319      | Pont de la Plana (Sant Joan de les Abadesses) · Vegeu més fotos d'aquest monument · Carregueu una nova foto d'aquest monument                           |
| Pont de la Puda                                                 |              | Obra popular                                        | Sant Joan de les Abadesses | 42° 14′ 04″ N, 2° 16′ 45″ E / 42.234583°N,2.279245°E     | IPA-4320      | Carregueu una nova foto d'aquest monument |
| Pont de Malatosca                                               |              | Obra popular XIX-XX                                 | Sant Joan de les Abadesses | 42° 15′ 27″ N, 2° 17′ 11″ E / 42.257436°N,2.286399°E     | IPA-4361      | Carregueu una nova foto d'aquest monument |
| Casa la Senyora Isern, Casa Conill I                            | BCIL 2010    | Modernisme XX                                       | Sant Joan de les Abadesses Pg. del Comte Guifré, 5                                                                             | 42° 14′ 00″ N, 2° 17′ 10″ E / 42.233270°N,2.286034°E     | IPA-6749      | Carregueu una nova foto d'aquest monument |
| Casa Rita Conill, Casa Conill II                                | BCIL 2010    | Modernisme XX Inici                                 | Sant Joan de les Abadesses Ctra. de Camprodon, 42                                                                              | 42° 14′ 06″ N, 2° 17′ 27″ E / 42.235051°N,2.290705°E     | IPA-6750      | Casa Rita Conill (Sant Joan de les Abadesses) · Vegeu més fotos d'aquest monument · Carregueu una nova foto d'aquest monument                           |
| Masia la Batllia                                                | BCIL 2010    | Obra popular XVIII                                  | Sant Joan de les Abadesses Solell Amunt                                                                                        | 42° 14′ 37″ N, 2° 18′ 07″ E / 42.243622°N,2.301933°E     | IPA-6751      | Masia la Batllia (Sant Joan de les Abadesses) · Vegeu més fotos d'aquest monument · Carregueu una nova foto d'aquest monument                           |
| Masia el Vilar                                                  |              | Obra popular                                        | Sant Joan de les Abadesses Solell Avall, ctra. 151, km 7                                                                       | 42° 13′ 40″ N, 2° 15′ 21″ E / 42.227779°N,2.255859°E     | IPA-6752      | Masia el Vilar (Sant Joan de les Abadesses) · Vegeu més fotos d'aquest monument · Carregueu una nova foto d'aquest monument                             |
| Masia de Puig Oliver                                            |              | Obra popular                                        | Sant Joan de les Abadesses Baga Amunt                                                                                          | 42° 14′ 19″ N, 2° 18′ 22″ E / 42.238644°N,2.306030°E     | IPA-6753      | Carregueu una nova foto d'aquest monument |
| Masia la Roca                                                   | BCIL 2010    | Obra popular XIV                                    | Sant Joan de les Abadesses Baga Avall                                                                                          | 42° 13′ 39″ N, 2° 16′ 19″ E / 42.227472°N,2.271991°E     | IPA-6754      | Carregueu una nova foto d'aquest monument |
| Masia el Noguer                                                 |              | Obra popular                                        | Sant Joan de les Abadesses Baga Amunt                                                                                          | 42° 14′ 41″ N, 2° 19′ 12″ E / 42.2446°N,2.32005°E        | IPA-6755      | Carregueu una nova foto d'aquest monument |
| Masia el Verdeguer                                              | BCIL 2010    | Obra popular Medieval                               | Sant Joan de les Abadesses Solell Avall, ctra. 151 km 6                                                                        | 42° 13′ 33″ N, 2° 14′ 35″ E / 42.225785°N,2.242989°E     | IPA-6756      | Carregueu una nova foto d'aquest monument |
| Mas de Can Jombi                                                |              | Obra popular                                        | Sant Joan de les Abadesses Comafreda                                                                                           | 42° 12′ 55″ N, 2° 17′ 08″ E / 42.215287°N,2.285610°E     | IPA-6757      | Carregueu una nova foto d'aquest monument |
| Masia de Guillemet                                              |              | Obra popular                                        | Sant Joan de les Abadesses Comafreda                                                                                           | 42° 13′ 29″ N, 2° 19′ 05″ E / 42.224832°N,2.318038°E     | IPA-6758      | Carregueu una nova foto d'aquest monument |
| Masia de les Llances                                            |              | Obra popular                                        | Sant Joan de les Abadesses | 42° 13′ 27″ N, 2° 17′ 04″ E / 42.224223°N,2.284525°E     | IPA-6759      | Carregueu una nova foto d'aquest monument |
| Masia el Solà                                                   |              | Obra popular                                        | Sant Joan de les Abadesses Solell Avall, ctra. 151, km 7,5                                                                     | 42° 13′ 43″ N, 2° 15′ 45″ E / 42.228637°N,2.262593°E     | IPA-6760      | Carregueu una nova foto d'aquest monument |
| Masia del Coll                                                  |              | Obra popular                                        | Sant Joan de les Abadesses Solell Amunt                                                                                        | 42° 14′ 35″ N, 2° 17′ 47″ E / 42.242958°N,2.296401°E     | IPA-6761      | Masia del Coll (Sant Joan de les Abadesses) · Vegeu més fotos d'aquest monument · Carregueu una nova foto d'aquest monument                             |
| Oratori de la Mare de Déu de Lurdes                             | BCIL 2010    | Obra popular XX                                     | Sant Joan de les Abadesses Ctra. GE-521, km 11                                                                                 | 42° 13′ 56″ N, 2° 17′ 17″ E / 42.232180°N,2.288104°E     | IPA-6763      | Oratori de la Mare de Déu de Lurdes (Sant Joan de les Abadesses) · Vegeu més fotos d'aquest monument · Carregueu una nova foto d'aquest monument        |
| Edifici de la Cooperativa, o la Cumparativa                     |              | Noucentisme XX Inici                                | Sant Joan de les Abadesses C. Teòleg Jurista Corriols                                                                          | 42° 13′ 59″ N, 2° 17′ 04″ E / 42.233144°N,2.284494°E     | IPA-6764      | Carregueu una nova foto d'aquest monument |
| Font i passeig de la Puda                                       | BCIL 2010    | Obra popular XX                                     | Sant Joan de les Abadesses Pg. de la Puda, pla del Roser                                                                       | 42° 14′ 02″ N, 2° 16′ 48″ E / 42.233975°N,2.279882°E     | IPA-6765      | Carregueu una nova foto d'aquest monument |
| Centre Catòlic                                                  | BCIL 2010    | Eclecticisme XIX                                    | Sant Joan de les Abadesses Pg. del Comte Guifré, 6                                                                             | 42° 13′ 59″ N, 2° 17′ 09″ E / 42.233093°N,2.285700°E     | IPA-6768      | Centre Catòlic (Sant Joan de les Abadesses) · Vegeu més fotos d'aquest monument · Carregueu una nova foto d'aquest monument                             |
| Molí Gros, o Molí de Ca l'Espona                                | BCIL 2010    | Obra popular, noucentisme XII-XX                    | Sant Joan de les Abadesses Camí Ral, 3                                                                                         | 42° 14′ 07″ N, 2° 17′ 08″ E / 42.235190°N,2.285525°E     | IPA-6769      | Molí Gros (Sant Joan de les Abadesses) · Vegeu més fotos d'aquest monument · Carregueu una nova foto d'aquest monument                                  |
| Passeig del Comte Guifré                                        | BCIL 2010    | Obra popular XIX-XX                                 | Sant Joan de les Abadesses Pg. del Comte Guifré                                                                                | 42° 13′ 59″ N, 2° 17′ 09″ E / 42.233121°N,2.285888°E     | IPA-6770      | Passeig del Comte Guifré (Sant Joan de les Abadesses) · Vegeu més fotos d'aquest monument · Carregueu una nova foto d'aquest monument                   |
| Portal de Can Vilaseca, o Cal Fiduer                            |              | Obra popular XVII                                   | Sant Joan de les Abadesses C. Major, 11                                                                                        | 42° 14′ 00″ N, 2° 17′ 07″ E / 42.233211°N,2.285196°E     | IPA-6772      | Carregueu una nova foto d'aquest monument |
| Pont de les Monges                                              |              | Obra popular XIII-XIV, XV                           | Sant Joan de les Abadesses C. Faura                                                                                            | 42° 13′ 59″ N, 2° 17′ 02″ E / 42.232973°N,2.283914°E     | IPA-6777      | Carregueu una nova foto d'aquest monument |
| Mausoleu dels Afusellats, o el Monument                         |              | Eclecticisme XIX                                    | Sant Joan de les Abadesses Cementiri municipal                                                                                 | 42° 14′ 16″ N, 2° 17′ 26″ E / 42.237688°N,2.290424°E     | IPA-6780      | Mausoleu dels Afusellats (Sant Joan de les Abadesses) · Vegeu més fotos d'aquest monument · Carregueu una nova foto d'aquest monument                   |
| La Creu dels Afusellats                                         |              | Obra popular XIX-XX                                 | Sant Joan de les Abadesses Sota ctra. 521, km 9,5                                                                              | 42° 13′ 14″ N, 2° 17′ 33″ E / 42.220643°N,2.292480°E     | IPA-6781      | Carregueu una nova foto d'aquest monument |
| Nínxol i Mare de Déu del Roser                                  |              | Obra popular XX                                     | Sant Joan de les Abadesses C. de l'Abat Miró, 1                                                                                | 42° 14′ 01″ N, 2° 17′ 08″ E / 42.233537°N,2.285467°E     | IPA-6783      | Carregueu una nova foto d'aquest monument |
| Casa dels Asprer, o Ca la Guapa                                 |              | Obra popular XVII, XIX-XX                           | Sant Joan de les Abadesses C. dels Tints, 13                                                                                   | 42° 14′ 00″ N, 2° 17′ 06″ E / 42.233435°N,2.284899°E     | IPA-6784      | Carregueu una nova foto d'aquest monument |
| Llinda i porta de Can Cargol                                    |              | Gòtic-renaixement XVIII                             | Sant Joan de les Abadesses | 42° 14′ 00″ N, 2° 17′ 02″ E / 42.233366°N,2.283991°E     | IPA-6785      | Carregueu una nova foto d'aquest monument |
| Resclosa de Ca l'Espona                                         |              | Obra popular XX                                     | Sant Joan de les Abadesses Sota la Colònia Llaudet                                                                             | 42° 14′ 25″ N, 2° 18′ 11″ E / 42.240292°N,2.303002°E     | IPA-6786      | Carregueu una nova foto d'aquest monument |
| Creu de les Tres Creus                                          |              | Obra popular XX                                     | Sant Joan de les Abadesses Cim de les Tres Creus                                                                               | 42° 13′ 36″ N, 2° 17′ 01″ E / 42.226768°N,2.283569°E     | IPA-6790      | Carregueu una nova foto d'aquest monument |
| Sant Antoni Petit                                               | BCIL 2010    | Obra popular XIX                                    | Sant Joan de les Abadesses Costa de Sant Antoni                                                                                | 42° 13′ 46″ N, 2° 17′ 41″ E / 42.229521°N,2.294726°E     | IPA-6791      | Carregueu una nova foto d'aquest monument |
| Plaça Major                                                     | BCIL 2010    | Romànic, gòtic XIII-XIV                             | Sant Joan de les Abadesses Pl. Major                                                                                           | 42° 13′ 58″ N, 2° 17′ 05″ E / 42.232770°N,2.284813°E     | IPA-6793      | Plaça Major (Sant Joan de les Abadesses) · Vegeu més fotos d'aquest monument · Carregueu una nova foto d'aquest monument                                |
| Fàbrica de Ciment de Can Mas                                    |              | Darreres tendències XIX                             | Sant Joan de les Abadesses Ctra. d'Ogassa                                                                                      | 42° 14′ 22″ N, 2° 17′ 11″ E / 42.239479°N,2.286277°E     | IPA-6797      | Carregueu una nova foto d'aquest monument |
| Capella de Sant Isidre, o Pedró de Sant Isidre                  | BCIL 2010    | Barroc, obra popular XVIII                          | Sant Joan de les Abadesses Camí de la serra del Cadell, Solell Avall                                                           | 42° 14′ 09″ N, 2° 16′ 07″ E / 42.235786°N,2.268627°E     | IPA-6798      | Carregueu una nova foto d'aquest monument |
| Colomar                                                         |              | Obra popular XX                                     | Sant Joan de les Abadesses | 42° 12′ 52″ N, 2° 17′ 53″ E / 42.214438°N,2.298020°E     | IPA-6803      | Carregueu una nova foto d'aquest monument |
| Barraca d'artigaire, o orri d'artigaire                         |              | Obra popular XVIII-XIX                              | Sant Joan de les Abadesses Costa de Sant Antoni                                                                                | 42° 13′ 47″ N, 2° 17′ 42″ E / 42.229748°N,2.295069°E     | IPA-6804      | Carregueu una nova foto d'aquest monument |
| Masia del Reixac                                                |              | Obra popular XIX                                    | Sant Joan de les Abadesses | 42° 15′ 03″ N, 2° 19′ 11″ E / 42.250736°N,2.319814°E     | IPA-6805      | Carregueu una nova foto d'aquest monument |
| Pont del Roser                                                  | BCIL 2010    | Obra popular XIX                                    | Sant Joan de les Abadesses Via del tren sota el Solà                                                                           | 42° 14′ 05″ N, 2° 16′ 44″ E / 42.234821°N,2.279012°E     | IPA-6806      | Carregueu una nova foto d'aquest monument |
| Caseta de la Renfe                                              |              | Obra popular XX Final                               | Sant Joan de les Abadesses Camí de la serra del Cadell, barri del Roser                                                        | 42° 14′ 03″ N, 2° 16′ 40″ E / 42.234116°N,2.277905°E     | IPA-6796      | Carregueu una nova foto d'aquest monument |
| Església de Santa Llúcia de Puigmal                             | BCIL 2010    | Romànic XII                                         | Sant Joan de les Abadesses Comafreda                                                                                           | 42° 12′ 59″ N, 2° 21′ 26″ E / 42.216507°N,2.357195°E     | IPA-6799      | Església de Santa Llúcia de Puigmal (Sant Joan de les Abadesses) · Vegeu més fotos d'aquest monument · Carregueu una nova foto d'aquest monument        |
| Grup d'habitatges de la Colònia Llaudet                         | BCIL 2010    | XX                                                  | Sant Joan de les Abadesses | 42° 14′ 34″ N, 2° 18′ 28″ E / 42.242723°N,2.307728°E     | IPA-46137     | Carregueu una nova foto d'aquest monument |
| Cementiri Municipal                                             | BCIL 2010    | XIX                                                 | Sant Joan de les Abadesses Mare de Déu del Prat                                                                                | 42° 14′ 17″ N, 2° 17′ 24″ E / 42.23808°N,2.29002°E       | IPA-46138     | Carregueu una nova foto d'aquest monument |
| Façanes de la plaça d'Anselm Clavé                              | BCIL 2010    | XX                                                  | Sant Joan de les Abadesses C. Ramon d'Urg, 1-3 - pl. Anselm Clavé, 1-4                                                         | 42° 14′ 04″ N, 2° 17′ 11″ E / 42.23437°N,2.28639°E       | IPA-46139     | Carregueu una nova foto d'aquest monument |
| Façanes del riu Ter                                             | BCIL 2010    | XX                                                  | Sant Joan de les Abadesses C. Jussà, 2-26, Vila Vella                                                                          | 42° 14′ 01″ N, 2° 17′ 02″ E / 42.2337°N,2.2838°E         | IPA-46140     | Carregueu una nova foto d'aquest monument |
| Capella dels Dolors                                             | BCIL 2010    | XVIII, XX                                           | Sant Joan de les Abadesses Pg. del Comte Guifré                                                                                |                                                          | IPA-46144     | Carregueu una nova foto d'aquest monument |
| Museu del Monestir                                              | BCIL 2010    | XX                                                  | Sant Joan de les Abadesses Pl. de l'Abadia, 10                                                                                 | 42° 13′ 57″ N, 2° 17′ 09″ E / 42.23249°N,2.28591°E       | IPA-46145     | Carregueu una nova foto d'aquest monument |
| Can Vilella I                                                   | BCIL 2010    | Obra popular                                        | Sant Joan de les Abadesses Pl. Major, 5                                                                                        | 42° 13′ 58″ N, 2° 17′ 05″ E / 42.23270°N,2.28474°E       | IPA-46228     | Carregueu una nova foto d'aquest monument |
| Casa Maragall                                                   | BCIL 2010    | Obra popular XVIII                                  | Sant Joan de les Abadesses C. Major, 11                                                                                        | 42° 13′ 59″ N, 2° 17′ 07″ E / 42.23318°N,2.28521°E       | IPA-46229     | Carregueu una nova foto d'aquest monument |
| Casa a la carretera de Camprodon                                | BCIL 2010    | Obra popular                                        | Sant Joan de les Abadesses Ctra. de Camprodon, 34                                                                              | 42° 14′ 06″ N, 2° 17′ 25″ E / 42.23493°N,2.29022°E       | IPA-46230     | Carregueu una nova foto d'aquest monument |
| Casa del Doctor Franch                                          | BCIL 2010    | Obra popular XX                                     | Sant Joan de les Abadesses C. del Somatenista Ramon d'Urg, 24-28                                                               | 42° 14′ 06″ N, 2° 17′ 19″ E / 42.23504°N,2.28851°E       | IPA-46231     | Carregueu una nova foto d'aquest monument |
| Torre Bassaganya                                                | BCIL 2010    | Modernisme XX                                       | Sant Joan de les Abadesses C. Torre Saltant                                                                                    |                                                          | IPA-46232     | Carregueu una nova foto d'aquest monument |
| Central de Ribamala                                             | BCIL 2010    | Obra popular                                        | Sant Joan de les Abadesses | 42° 13′ 18″ N, 2° 14′ 21″ E / 42.22156°N,2.23922°E       | IPA-46233     | Carregueu una nova foto d'aquest monument |
| La Guixera                                                      | BCIL 2010    | Obra popular XX                                     | Sant Joan de les Abadesses Costat sud de la ctra. N-260                                                                        |                                                          | IPA-46234     | Carregueu una nova foto d'aquest monument |
| Central de Can Benet                                            | BCIL 2010    | Obra popular XX                                     | Sant Joan de les Abadesses Vora del Riu Ter, entre el Grau i el Pont del Reixac                                                | 42° 14′ 50″ N, 2° 19′ 10″ E / 42.24729°N,2.31948°E       | IPA-46235     | Carregueu una nova foto d'aquest monument |
| Era d'en Serralta                                               | BCIL 2010    | Obra popular XX                                     | Sant Joan de les Abadesses C. Historiador Parassols i Pi                                                                       | 42° 13′ 57″ N, 2° 17′ 03″ E / 42.23237°N,2.28411°E       | IPA-46236     | Carregueu una nova foto d'aquest monument |
| Pont de Ribamala                                                | BCIL 2010    | Obra popular                                        | Sant Joan de les Abadesses | 42° 13′ 15″ N, 2° 14′ 23″ E / 42.22070°N,2.23984°E       | IPA-46237     | Carregueu una nova foto d'aquest monument |
| Finestra gòtica d'una casa al carrer dels Tints                 | BCIL 2010    | Gòtic XIV-XV                                        | Sant Joan de les Abadesses C. dels Tints, 8                                                                                    | 42° 14′ 00″ N, 2° 17′ 07″ E / 42.23326°N,2.28526°E       | IPA-46238     | Carregueu una nova foto d'aquest monument |
| Canal de Cal Gat                                                | BCIL 2010    | Obra popular XX                                     | Sant Joan de les Abadesses Paral·lel al riu Ter entre el mas la Roca i la central de Cal Gat                                   |                                                          | IPA-46239     | Carregueu una nova foto d'aquest monument |
| Rentadors de la Font d'en Roca                                  | BCIL 2010    | Obra popular XIX-XX                                 | Sant Joan de les Abadesses Font d'en Roca                                                                                      | 42° 13′ 58″ N, 2° 17′ 01″ E / 42.23267254°N,2.28352741°E | IPA-46240     | Carregueu una nova foto d'aquest monument |
| Canal de Ribamala                                               | BCIL 2010    | Obra popular                                        | Sant Joan de les Abadesses | 42° 13′ 18″ N, 2° 14′ 30″ E / 42.22162°N,2.24177°E       | IPA-46241     | Carregueu una nova foto d'aquest monument |
| Canal Espona                                                    | BCIL 2010    | Obra popular XX                                     | Sant Joan de les Abadesses A l'esquerra del riu Ter, entre la resclosa Espona i la fàbrica Espona                              |                                                          | IPA-46242     | Carregueu una nova foto d'aquest monument |
| Canal de la Central                                             | BCIL 2010    | Obra popular XIX                                    | Sant Joan de les Abadesses Paratge de l'Horta de Sant Joan                                                                     | 42° 13′ 57″ N, 2° 16′ 54″ E / 42.23262°N,2.28157°E       | IPA-46243     | Carregueu una nova foto d'aquest monument |
| Plaça de Pompeu Fabra                                           | BCIL 2010    | Obra popular XX                                     | Sant Joan de les Abadesses Pl. de Pompeu Fabra                                                                                 | 42° 14′ 05″ N, 2° 17′ 18″ E / 42.2347°N,2.2883°E         | IPA-46244     | Carregueu una nova foto d'aquest monument |
| Oratori de la Mare de Déu de Montserrat                         | BCIL 2010    | Obra popular XX                                     | Sant Joan de les Abadesses Pujada de les Monges                                                                                | 42° 13′ 54″ N, 2° 17′ 14″ E / 42.23176°N,2.287279°E      | IPA-46245     | Carregueu una nova foto d'aquest monument |
| Font del Covilar, o Cubilà                                      | BCIL 2010    | Obra popular XIX                                    | Sant Joan de les Abadesses Prop del mas del Covilar                                                                            | 42° 14′ 11″ N, 2° 17′ 52″ E / 42.2365°N,2.2978°E         | IPA-46246     | Carregueu una nova foto d'aquest monument |
| Canal de Can Benet                                              | BCIL 2010    | Obra popular XX                                     | Sant Joan de les Abadesses |                                                          | IPA-46247     | Carregueu una nova foto d'aquest monument |
| Font del Poll                                                   | BCIL 2010    | Obra popular XX                                     | Sant Joan de les Abadesses Final del pg. de la Plana                                                                           | 42° 13′ 48″ N, 2° 16′ 49″ E / 42.2300°N,2.2803°E         | IPA-46248     | Carregueu una nova foto d'aquest monument |
| Les Cinc Fonts                                                  | BCIL 2010    | Obra popular XX                                     | Sant Joan de les Abadesses Prop de l'estrep del sector de l'Estació del Pont Vell                                              | 42° 14′ 07″ N, 2° 17′ 03″ E / 42.23538°N,2.28424°E       | IPA-46253     | Carregueu una nova foto d'aquest monument |
| Font d'en Roca                                                  | BCIL 2010    | Obra popular                                        | Sant Joan de les Abadesses C. Torre del Saltant                                                                                | 42° 13′ 58″ N, 2° 17′ 00″ E / 42.232648°N,2.283446°E     | IPA-46254     | Carregueu una nova foto d'aquest monument |
| Font del Cucut                                                  | BCIL 2010    | Obra popular XX                                     | Sant Joan de les Abadesses Al costat de la pista al mas les Llances                                                            |                                                          | IPA-46256     | Carregueu una nova foto d'aquest monument |
| Font dels Estudiants                                            | BCIL 2010    | Obra popular                                        | Sant Joan de les Abadesses C. Font dels Estudiants                                                                             | 42° 14′ 05″ N, 2° 17′ 26″ E / 42.23478°N,2.29062°E       | IPA-46257     | Carregueu una nova foto d'aquest monument |
| Font dels Vermells                                              | BCIL 2010    | Obra popular                                        | Sant Joan de les Abadesses Ctra. del coll de Santigosa                                                                         | 42° 13′ 34″ N, 2° 17′ 24″ E / 42.22616°N,2.29006°E       | IPA-46258     | Carregueu una nova foto d'aquest monument |
| Resclosa i canal Llaudet                                        | BCIL 2010    | Obra popular XIX                                    | Sant Joan de les Abadesses Gorga de la Colònia Llaudet                                                                         | 42° 14′ 46″ N, 2° 18′ 49″ E / 42.24616°N,2.31362°E       | IPA-46259     | Carregueu una nova foto d'aquest monument |
| Torre de les mines de Toralles                                  | BCIL 2010    | Obra popular XIX                                    | Sant Joan de les Abadesses Toralles                                                                                            |                                                          | IPA-46260     | Carregueu una nova foto d'aquest monument |
| Colònia Espona I                                                | BCIL 2010    | Obra popular XX                                     | Sant Joan de les Abadesses C. Abat Ramon de la Bisbal, 14                                                                      | 42° 14′ 06″ N, 2° 17′ 13″ E / 42.23513°N,2.28703°E       | IPA-46261     | Carregueu una nova foto d'aquest monument |
| Colònia Espona III                                              | BCIL 2010    | Racionalisme XX                                     | Sant Joan de les Abadesses C. Ramon d'Urg, 30                                                                                  | 42° 14′ 06″ N, 2° 17′ 19″ E / 42.23511°N,2.28866°E       | IPA-46262     | Carregueu una nova foto d'aquest monument |
| Central de Cal Gat                                              | BCIL 2010    | Obra popular XX                                     | Sant Joan de les Abadesses | 42° 13′ 25″ N, 2° 15′ 27″ E / 42.22374°N,2.25744°E       | IPA-46264     | Carregueu una nova foto d'aquest monument |
| Fonts urbanes                                                   | BCIL 2010    | Obra popular XX                                     | Sant Joan de les Abadesses C. Faura, pl. Duran i Reynals, pl. Can Rus, Pont Vell, Església de Sant Pol                         |                                                          | IPA-46265     | Carregueu una nova foto d'aquest monument |
| Retaules i fornícules urbanes                                   | BCIL 2010    | Obra popular XIX-XX                                 | Sant Joan de les Abadesses Can Capell, c. Faura, pl. Major, Can Blanxart, edifici de Correus, c. Beat Miró, c. Berenguer Arnau |                                                          | IPA-46266     | Retaules i fornícules urbanes (Sant Joan de les Abadesses) · Vegeu més fotos d'aquest monument · Carregueu una nova foto d'aquest monument              |
| Estació de Ferrocarril, magatzem i edificis relacionats         | BCIL 2010    | Obra popular XIX                                    | Sant Joan de les Abadesses Parc de l'Estació                                                                                   | 42° 14′ 16″ N, 2° 17′ 05″ E / 42.23788°N,2.28476°E       | IPA-46267     | Estació de Ferrocarril (Sant Joan de les Abadesses) · Vegeu més fotos d'aquest monument · Carregueu una nova foto d'aquest monument                     |
| Jardins de la Torre de la Puda                                  |              | Noucentisme XX                                      | Sant Joan de les Abadesses Pg. de la Puda - ctra. de Ripoll, 6                                                                 | 42° 14′ 04″ N, 2° 16′ 48″ E / 42.23448°N,2.28008°E       | IPA-49606     | Carregueu una nova foto d'aquest monument |